# Рио Гранде (филм)
Рио Гранде је вестерн филм режисера Џона Форда у коме главне улоге играју: Џон Вејн и Морин О`Хара.

## Радња
На граници је премало младих и неискусних војника, и не могу да задовоље потребе утврђења. Ситуација се додатно погоршава кад у утврђење стиже пуковников син Џеф, ког није видео петнаест година. Поред тога, Јорке добије наређење да пређе реку Рио Гранде и оде у Мексико, што би могло да изазове велике политичке проблеме. Ако Јорк не успе да савлада Апаче, суочиће се с војним судом. Јорк прихвата задатак.

## Улоге
| Глумац              | Улога                       |
| ------------------- | --------------------------- |
| Џон Вејн            | потпуковник Кирби Јорк      |
| Морин О`Хара        | Катлин Јорк                 |
| Бен Џонсон          | коњаник Тајри               |
| Клод Џарман Млађи   | коњаник Џеф Јорк            |
| Хари Кари Млађи     | коњаник Данијел „Санди“ Бун |
| Виктор Маклаглен    | старији водник Квинканон    |
| Чил Вилс            | др Вилкинс                  |
| Џеј Карол Неш       | генерал Филип Шеридан       |
| Грант Видерс        | заменик шерифа              |
| Питер Џулијен Ортиз | капетан Сент Жак            |
| Гејлорд Пендлтон    | капетан Прескот             |
| Керолајн Грајмс     | Маргарет Мери               |